# Plopoasa
Plopoasa – wieś w Rumunii, w okręgu Vaslui, w gminie Todirești. W 2011 roku liczyła 250 mieszkańców.